# 한국첨단소재
주식회사 한국첨단소재(Korea Advanced Materials Co., Ltd.)는 대한민국의 광통신 기업이다. 본사는 광주광역시 북구 용봉동 300 전남대 자연과학대 4호관 113호에 위치해 있으며 대표이사는 김진봉이다. 한국전자통신연구원과 함께 양자컴퓨터 사업을 진행하고 있으며 한국전자통신연구원(ETRI)과 카이스트가 공동 개발한 양자 얽힘 광자 쌍생성 기술에 대한 기술이전을 완료하였다 2024년 딥마인드플랫폼이 회사를 인수할 계획이다.

## 상장
2019년 12월 26일에 미래에셋대우을 주관사로 공모가 7,000원(희망밴드가격 6,000원~7,000원)에 코스닥 시장에 상장하였다.

## 역사
1999년 미국 벨 연구소와 루슨트 테크놀로지에서 일했던 전남대 물리학과 이형종 교수와 파이텍으로 전남대 학내 벤처기업 시작하였다 2000년 2월 23일 현재 사명으로 변경하였다.
2024년 영업부진에 재무 상황이 악화되자 투자 유치와 더불어 매각을 고려한 다양한 협상을 진행하고 있다

## 논란
2003년 회사를 떠난 이형종 교수는 호주에서 새로운 사업을 준비하던 중 피피아이의 핵심기술을 호주업체로 빼돌렸다는 혐의로 제자 5명과 함께 기소되었으나 영업비밀에 보관책임자가 지정되어 있거나 별다른 보안장치 또는 보안관리규정이 없었고, 업무파일에 관해 중요도에 따라 분류하거나 대외비 또는 기밀자료라는 특별한 표시를 하지도 않아 일반적으로 널리 알려진 기술과 차별화된 기술이 포함된 것이라거나 독립된 경제적 가치를 지닌 정보가 포함되어 있다고 보기 부족대법원에서 무죄가 확정되었다

이 교수는 3년간의 소송에 휘말리며 교수지위도 정지됐고, 산업스파이로 몰려 지명수배돼 귀국과 동시에 구속되는 수모를 겪기도 했다.
 3년간 이들 6명은 사회적으로 큰 타격을 입었고 최종 판결과 상관없이 '매국노'와 '기술유출범'이라는 낙인이 찍혔다.

## 유상증자
2024년 12월 135.2억원 규모의 유상증자(1주당 1주)에서 구주주 청약률은 83.02%을 기록했으며 실권주에 대한 유상증자 일반공모에서 전체 청약 경쟁률이 792.1 대 1, 청약증거금은 약 1조 5,979억원을 기록했다

## 같이 보기
- 양자컴퓨터
- 우리로
- 엑스게이트
- 쏠리드
- 드림시큐리티
- 라온시큐어
- 케이씨에스
- 우리기술

## 참고문헌
1. ↑  피피아이 IR Book, 2019
2. ↑  김태립, 한국IR협의회 기술분석보고서-피피아이, 2022년 1월 27일
3. ↑  김성훈, 김진봉 피피아이 대표 "독보적 기술력으로 믿음 보답할 것", 이데일리, 2019년 12월 3일
4. ↑  이번엔 양자컴퓨터 테마주?…우리로·피피아이·엑스게이트 '上', 한국경제, 2023년 10월 6일
5. ↑  최두선, 이지운, 피피아이, ETRI 세계 최대 규모 8큐비트 칩 개발… 양자컴 사업 참여 부각, 머니S, 2024년 9월 5일
6. ↑  최두선, 한국첨단소재, ETRI로부터 양자 얽힘 광자 기술이전 받아, 파이낸셜뉴스, 2024년 12월 18일
7. ↑  양귀남, 피피아이, 딥마인드 피인수 '눈앞', 더벨, 2024년 7월 16일
8. ↑  피피아이, 인텔 AWG 단독 납품…"세계 최고·최대 光산업 기업", 뉴스핌, 2019년 12월 9일
9. ↑  성현석, "내가 기술유출범?"…누명 쓰는 개발자들, 프레시안, 2010년 8월 24일
10. ↑  서인주, 피피아이 가보니... 무더위 잊은채 생산라인 풀가동, 전자신문, 2012년 6월 28일
11. ↑  양귀남, 피피아이, 상장 5년만 자본시장 '노크', 더벨, 2024년 5월 23일
12. ↑  홍지민, 기술유출 이형종 교수 무죄 확정, 서울신문, 2008년 7월 12일
13. ↑  조용철, ‘부정경쟁방지법 위반’이형종 교수 무죄 확정, 파이낸셜뉴스, 2008년 7월 11일
14. ↑  권건호, 이형종 전남대교수, 산업스파이 누명 벗다, 전자신문, 2008년 7월 11일
15. ↑  오이석, 이달의 판결 광통신 전문가 이형종 교수와 제자들 ‘기술 유출’ 무죄, 서울신문, 2008년 4월 23일
16. ↑  윤건일, 도난당한 열정: 그들은 정말 산업스파이였을까, 시대의창, 2010년 06월 22일 ISBN 9788959401833
17. ↑  김건우, 한국첨단소재, 일반공모 유상증자 1.6조원 몰려...경쟁률 792 대 1, 머니투데이, 2024.12.27